# Rsovci
Rsovci (cyr. Рсовци) – wieś w Serbii, w okręgu pirockim, w mieście Pirot. W 2011 roku liczyła 106 mieszkańców.